# Говырин, Алексей Борисович
Алексей Борисович Говырин (род. 26 мая 1983, Ковров, Владимирская область, РСФСР, СССР) — российский политический деятель, депутат Государственной Думы VIII созыва от партии «Единая Россия» (с 19 сентября 2021 года).

## Биография
Алексей Говырин родился в городе Ковров, окончил среднюю школу № 9 с золотой медалью, в 2005 году окончил Ковровскую государственную технологическую академию им. В. А. Дегтярева по специальности «Менеджмент». В 2006 году начал работать в группе компаний «Аскона», где прошёл путь от менеджера отдела труда и заработной платы группы компаний до заместителя генерального директора.
9 сентября 2018 года Говырин был избран депутатом Законодательного Собрания Владимирской области VII созыва. Занимал должность заместителя председателя комитета по местному самоуправлению, земельным отношениям и административно-территориальному устройству, входил во фракцию «Единой России». 19 сентября 2021 стал депутатом Государственной Думы РФ VIII созыва вместо победившей на выборах, но отказавшейся от мандата Елены Вяльбе.
Из-за нарушения территориальной целостности и независимости Украины во время российско-украинской войны Говырин находится под персональными международными санкциями разных стран: всех государств Евросоюза (с 23 февраля 2022 года), Канады (с 24 февраля), США (с 24 марта), Швейцарии (с 25 февраля), Австралии (с 26 февраля), Великобритании (с 11 марта), Новой Зеландии (с 18 марта), Японии (с 12 апреля), Украины (с 7 сентября).